# Mikaelskyrkan, Åbo

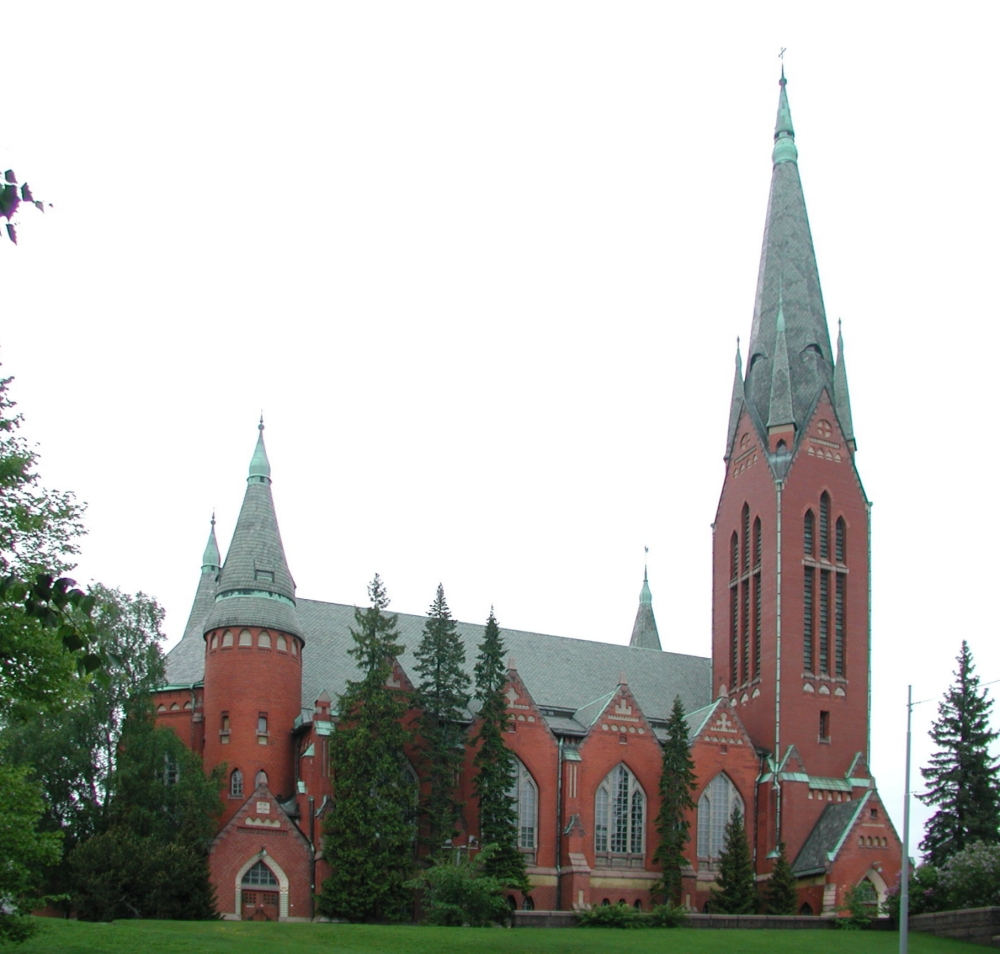
Mikaelskyrkan i Åbo.

Mikaelskyrkan är en kyrkobyggnad i centrala Åbo i stadsdelen Port Arthur. Kyrkan är en långkyrka med tre skepp och är uppkallad efter ärkeängeln Mikael. Kyrkan är uppförd i tysk nygotisk stil i rödtegel åren 1899–1905 efter ritningar av den finländska arkitekten Lars Sonck. Sonck var 23 år gammal när han vann arkitekttävlingen om kyrkan år 1894. Kyrkans interiör planerades av arkitekt Max Frelander.

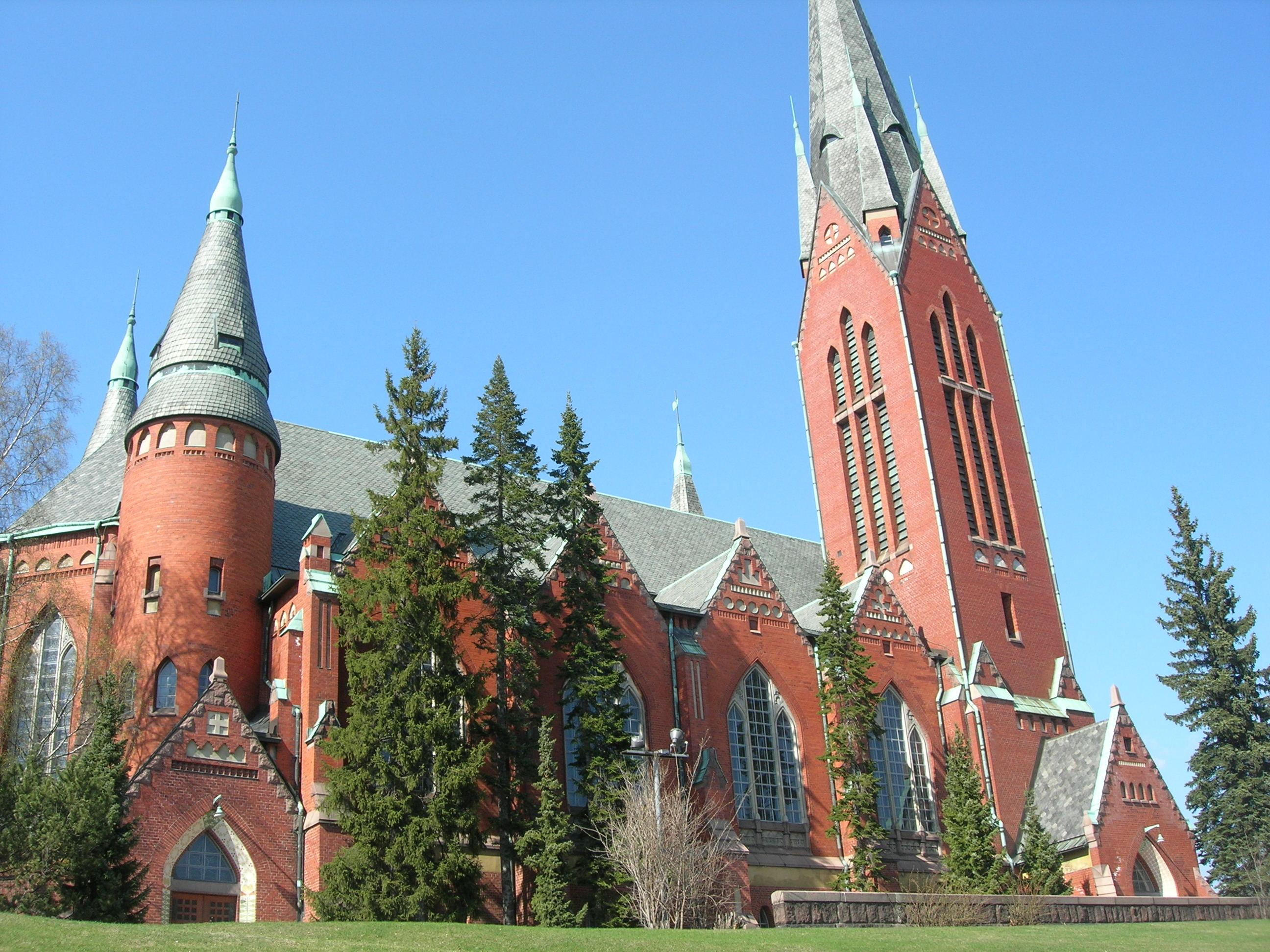
Kyrkans detaljrika fasad.

Kyrkan renoveredas på 1980-talet. Bland annat förbättrades akustik och sakristian fick sin ursprungliga form. Kyrkans nuvarande, fransk-romantiska orgel från 2002 är byggd av Grönlunds Orgelbyggeri i Sverige. Orgeln har 51 stämmor och 3 482 pipor. Den största pipan är Finlands längsta orgelpipa (9,6 meter). Kyrkans klockor i huvudtornet är från 1931. Huvudtornet är 77 meter högt. Kyrkan är den näst högsta kyrkobyggnaden i Åbo efter Åbo domkyrka.